# 背泳ぎ

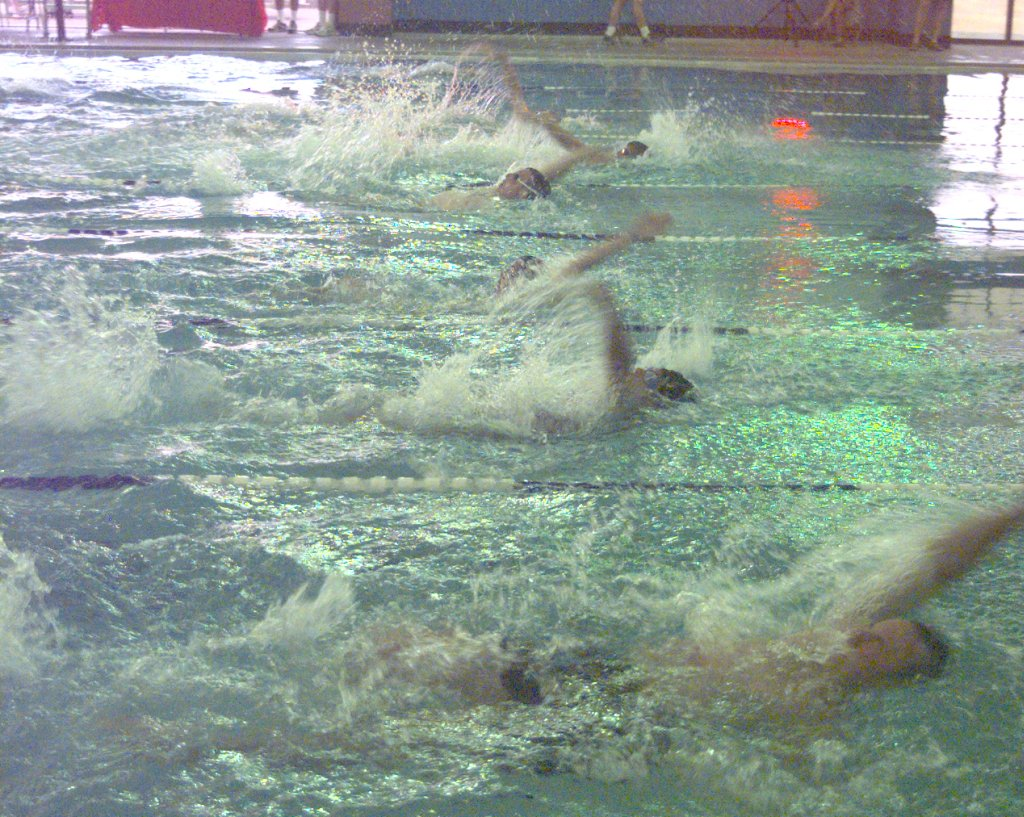
背泳ぎ

背泳ぎ（せおよぎ、英: backstroke）は、水泳で、仰向けの姿勢で泳ぐ泳ぎ方である。音読みで「背泳」（はいえい）とも呼ばれるが、競技規則では背泳ぎである。
水泳選手を中心に「バック」という略称が用いられている。

## 歴史
背泳ぎが行われるようになった時期は明らかでない。古代エジプトのラムセス2世の葬祭殿のレリーフにあるカディシュの戦いの描写では、海上で背浮きらしき動作をする兵士や背泳ぎの姿勢で人命救助を行う兵士が描かれている。しかし、記述として背泳ぎについて詳細に述べた歴史書は16世紀初頭の「コリュンペテス」が最初といわれている。
競泳の種目としてはオリンピックでは第2回のパリ大会（1900年）より採用されている。
かつては背泳ぎも平泳ぎと同様の動作で水をけり、同時に両手も動かして水をかいていた。のちにクロールが泳がれるようになって、現在の泳法として発達した。

## ルール
他の泳法では飛び込みによるスタートが行われるが、背泳ぎ（及び背泳ぎから開始するメドレーリレー）では、水に入った状態でスタートする。
審判長の笛の合図の後、各コースに入水。専用のグリップに手をかけ、プールの壁に足をかける。この際、指先が水面から出ないようにしなければならなかったが、2006年の改正で「壁や溝等に足の指をかけないこと」となり、指先が水面から出ても良いことになった。国内ルールでは「爪先を含む足の位置は、水面の上下いずれに位置しても良いが、プールのへり、タッチ板の上端、排水溝より上に足の指が出てはならない。」と表現されている。
出発合図員の「Take your marks...」で、体を壁にひきつけ構えた後は、号砲まで静止しなければならない。このときもしも静止しなかった場合は失格となる。号砲後水面よりやや上方に飛び出して着水した後、15m以内に頭が水面上に出なければならない。15mを超えると失格。競技中はターン時を除いて常に仰向けの状態で泳ぐ。
スタート時に足が滑って失敗する可能性があったが、バックストロークレッジと呼ばれる細長い楔状の断面の板をスタート時のみ設置してこれを防いでいる。
なお、ターン時については
- 折返しを行っている間に、泳者の身体の一部が壁に触れなければならない。[5]
- 折返しの動作中は、肩が胸の位置に対して垂直に倒れ、その後は連続した一本の腕のかき、あるいは連続した同時の両腕のかきを、折返しの初期の動作に使用できる。一度でも身体が仰向けの状態でなくなったら、いかなる足のけりや腕のかきについても連続した折返し動作の一部でなければならない。足が壁から離れれば、仰向けの姿勢に戻らなければならない。[5]

バサロ泳法（潜水泳法）はスタート及びターンから15mまでと規定されている。これは規定のなかった1980年代、本来の背泳ぎではない潜水泳法による距離が長い選手が優位に立っており、競技としての形骸化が指摘されたためである。1988年ソウルオリンピックで鈴木大地が30mのバサロ泳法により金メダルを獲得したことを契機に規定が設けられ、オリンピック直後のルール改正によりバサロ泳法の距離は10mに制限された。1991年に15mに緩和され、現在に至る。ゴール時のみは潜ってからのタッチが良しとされていたが2014年以降はゴール時に体の一部が水面上に出ていないと失格という新たな規制が加わった。
なお、背泳ぎを含む種目（個人メドレーなど）を実施する際には、両壁から5m地点の上空にフラッグ付きのロープがかかっている。また、15m地点にロープが張られる。

## サバイバル術としての背泳ぎ
背泳ぎは速力が遅く、進行方向の確認ができない欠点がある。しかし、本来の背泳ぎは、水中に顔を入れることなく泳ぎ続けられる長所をもっている。このため、呼吸法を習得していない初心者にも受け入れられやすい。また、遭難者救助の場合は、遭難者の状況を見つつ、自らの呼吸も常に確保できる泳法である。救命胴衣を着用している場合は、うつぶせの泳ぎ方ができないため、必然的に背泳ぎとなる。

## 歴代日本人金メダリスト

### 男子
- 清川正二 100m (1932)[6]
- 鈴木大地 100m (1988)

## 主な背泳ぎの選手

### 男子
アメリカ合衆国
- ジョン・ネーバー
- レニー・クレーゼルバーグ
- アーロン・ピアソル - 200m（長水路）の世界記録保持者
- ライアン・ロクテ
- ライアン・マーフィー - 100m（長水路）の世界記録保持者

 フランス
- フローラン・マナドゥ - 50m（短水路）の世界記録保持者

 日本
- 清川正二
- 入江稔夫
- 河津憲太郎
- 福島滋雄
- 鈴木大地
- 糸井統
- 森田智己
- 古賀淳也 - 50m（短水路）のアジア記録保持者、50m（長水路）の日本記録保持者
- 入江陵介 - 100mと200m（いずれも長水路）のアジア記録保持者

### 女子
アメリカ合衆国
- ナタリー・コーグリン

 ハンガリー
- クリスティーナ・エゲルセギ
- カティンカ・ホッスー - 100mと200m（いずれも短水路）の世界記録保持者

 ジンバブエ
- カースティ・コベントリー

 日本
- 田中聡子
- 中村真衣
- 中尾美樹
- 萩原智子
- 伊藤華英
- 中村礼子 - 200m（長水路）の日本記録保持者
- 寺川綾 - 100m（長水路）のアジア記録保持者、50m（長水路及び短水路）の日本記録保持者